# Dooku gróf
Dooku gróf egy kitalált szereplő a Csillagok háborúja univerzumában. A sorozat második és harmadik részében jelenik meg, Christopher Lee alakította. Dooku gróf a Csillagok háborúja: Klónok háborúja című animációs filmben, Csillagok háborúja: Klónok háborúja című rajzfilmsorozatban és a Csillagok háborúja: Klónok háborúja című animációs sorozatban is szerepelt.
Dooku gróf elismert jedi mester volt, de kiábrándult a Jedi Tanácsból, és elhagyta a rendet, így ő lett az Elveszett Húszak egyike. Néhány évvel a második rész eseményei előtt Dooku átállt az Erő sötét oldalára és Darth Sidious sith mester tanítványa lett Darth Tyranus néven.
Tyranus a szeparatistákat vezette a klónok háborúja idején. Kiképezte Grievous tábornokot, a droidsereg vezetőjét, és Asajj Ventresst, a személyes bérgyilkosát. A Sith-ek bosszújában megölte Anakin Skywalker.
Fénykardja egyedi, markolata ívesen hajlított, vörös pengéjű.

## Megjelenései[* 1]
| Cím                                     | Típus   | Magyar hang                                     | Leírás                                                |
| --------------------------------------- | ------- | ----------------------------------------------- | ----------------------------------------------------- |
| Star Wars II. rész – A klónok támadása  | film    | Szilágyi Tibor                                  | Mellékszereplő, film főgonosza                        |
| Star Wars III. rész – A Sithek bosszúja | film    | Szilágyi Tibor                                  | Mellékszereplő, a film történései során életét veszti |
| Star Wars: A klónok háborúja            | film    | Szilágyi Tibor                                  | Mellékszereplő, a film antihőse                       |
| Star Wars: A klónok háborúja            | sorozat | Szilágyi Tibor (1-5. évad) Vass Gábor (6. évad) | Mellékszereplő, a sorozat egyik főgonosza             |
| Star Wars: Jedihistóriák                | sorozat | Epres Attila                                    | Főszereplő, a Jedi korszakát mutatta be               |

### Star Wars: Kánon

#### Filmekben
- Star Wars II. rész – A klónok támadása (2002)

Dooku gróf először A klónok támadásában jelenik meg a Független Rendszerek Konföderációjának vezetőjeként. Dooku azt állította, hogy feldühítette a Galaktikus Szenátus bürokráciája.
Dooku elfogta Obi-Wan Kenobit a Geonosison, akinek elmondja, hogy a Köztársaság egy sith nagyúr – Darth Sidious – befolyása alatt van. Dooku azt is mondja, hogy szomorú Kenobi egykori mestere és az ő egykori tanítványa Qui-Gon Jinn elvesztése miatt. Kenobi megtagadta a csatlakozást Dookuhoz.
A klónhadsereg és a jedik kimentik Obi-Want, Anakin Skywalkert és Padmé Amidalát, majd Anakin és Obi-Wan üldözőbe veszik Dookut, és fénykardpárbajt vívnak, amiben Anakin elveszíti jobb alkarját. Yoda, Dooku korábbi mestere, megérkezik, hogy megmentse Kenobit és Skywalkert. Yoda és Dooku párbajt vívnak egymással, amiből patthelyzetben kerülnek ki. Dooku elvonja Yoda figyelmét, így sikerül elmenekülnie. Dooku Coruscantra utazott, ahol találkozott mesterével, és odaadta neki a geonosisi tervezésű Halálcsillag terveit.
- Star Wars III. rész – A Sithek bosszúja (2005)

A Sith-ek bosszújának elején Obi-Wan Kenobi és Anakin Skywalker elindultak megmenteni Palpatine kancellárt. Dookut a szeparatisták zászlóshajóján, a Grievous tábornok vezette Láthatatlan Kézen láthatjuk.
A film könyvváltozatában Sidious és Dooku kijelentik, hogy Anakint át akarják állítani az erő sötét oldalára.
Anakin, Obi-Wan és Dooku fénykardpárbajt vívnak. A harc közben Obi-Wan eszméletét veszti, így Anakinnak egyedül kell megküzdenie Dooku gróffal. A székhez kötött, látszólag tehetetlen Palpatine részben ekkor fedi fel valódi arcát: erőszakra buzdítja az ifjú jedit, akinek sikerül is levágnia a gróf mindkét kezét. A gróf ekkor döbben rá, hogy mindvégig csak a helyet foglalta Sidious oldalán a Kiválasztottnak, Anakinnak, hiszen a fiú féktelen dühe és ereje a legtökéletesebb sith-té teszi őt, ezért Anakin Sidious kiválasztottja. Palpatine biztatására Anakin hidegvérrel lefejezi a fegyvertelen Dookut.
- Star Wars: A klónok háborúja (2008)

Dooku a fő ellenfél A klónok háborúja című animációs filmben. Jabba nagybátyja, Ziro elrabolja Jabba fiát, Rottát a konföderáció megbízásából. Ziro elszállítja egy szeparatista helyőrségre Rottát, ahol Assaj Ventress átveszi a foglyot. Jabba a jedik segítségét kéri, hogy mentsék meg a fiát. A helyzet nagyon kényes: ha sikerül a mentőakció, és Rotta élve előkerül, akkor Jabba ígérete szerint megnyitja az általa ellenőrzött hiperűrutakat a köztársasági flotta előtt, amely tetemes előnyhöz juttatná őket a háborúban. Azonban, ha az akció nem sikerül, akkor Jabba átadja a megbízást a szakadároknak. Dooku gróf beveti csatlósait, köztük Asajj Ventresst, hogy akadályozzák meg a jediket a Hutt kiszabadításában – végső esetben öljék meg a csecsemőt. Dooku közben megpróbálja elhitetni az eszeveszetten aggódó és ezért minden szalmaszálba belekapaszkodó Jabbával, hogy a jedik állnak az emberrablók mögött. A jedik sikeresen megmentik Rottát, így Dooku terve nem sikerült.

#### Sorozatokban
- Star Wars: A klónok háborúja (2008–2014, 52 epizód)

Dooku a sorozat több részében is megjelent. A sorozat első részében a toydariakkal próbált szerződést kötni, de nem sikerült neki, mivel Yoda mester legyőzte a bolygóra küldött, Asajj Ventress vezette konföderációs droidkülönítményt.
Később Dooku Hondo Ohnaka weequay kalózbandájának fogságába esett, de kiszabadult. A sors iróniája, hogy Dookut két esküdt ellensége, a jedi Obi-Wan Kenobi és Anakin Skywalker szabadították meg, akik maguk is a ravasz kalózvezér fogságában voltak.
A mestere, Darth Sidious utasítására megszabadult Assaj Ventresstől, és megpróbálta megölni, aki azonban megmenekült. Ventress bosszút esküdött, és több merényletet kísérelt meg ellene, segítségül hívva népét, a dathomiri Éjnővéreket, valamint kitanítva Darth Maul testvérét, Savage Opresst az Erő sötét útjaira. A merényletek sikertelenül végződtek, Opress és a feltámadt Maul személyében egy dühöngő szörnyeteg sötét erőhasználó testvérpár szabadult rá a Galaxisra, akik minden és mindenki ellen harcoltak; a merényletekre válaszul pedig Dooku csaknem teljesen kiirtatta a dathomiri Éjnővéreket egy, a bolygó elleni konföderációs támadás alkalmával.
- Star Wars: Jedihistóriák (2022, 3 epizód)

Dooku a 6 részes antológiasorozat 3 részének a főszereplője. A sorozat azt az utat mutatja be, ahogyan Dooku elpártol a Jediktől és átáll a sötét oldalra. A klónok háborúja animáció mintájára készített sorozat 2022 októberében debütált a Disney+on.

#### Videójátékokban
- Star Wars: Galactic Defense (2014)
- Star Wars: Galaxy of Heroes (2015)
- Star Wars: Force Arena (2017)
- Star Wars Battlefront II (2017)

#### Könyvekben
- Star Wars: Tarkin (2014, visszaemlékzésben)
- Star Wars: Sötét tanítvány (2015)
- Star Wars: Mester és tanítványa (2019)
- Star Wars: Dooku: Az elveszett Jedi (2019)
- The Clone Wars: Stories of Light and Dark (2020, 3 novella)
- Star Wars: A királynő reménysége (2022)
- Star Wars: Testvériség (2022)
- Star Wars: Padavan (2022)

#### Képregényekben
- Star Wars: Darth Maul, a Dathomir fia (2014, 4 képregényszám)
- Star Wars: Age of Republic (2018–2019)
  - Star Wars: Hősök és Gonosztevők: A Köztársaság kora: Gonosztevők (2019, 2 képregényszám)
- Star Wars: Hyperspace Stories (2023–)
  - Star Wars: Hyperspace Stories Volume 2 – Scum and Villainy (2023, 1 képregényszám)
- Star Wars: Yoda (2023, 2 képregényszám))

### Star Wars: Legendák

#### Sorozatokban
Klónok háborúja (2003–2005)
Dooku a fő ellenfél a Klónok háborúja című rajzfilmsorozatban. A sorozatban ő vezeti a szeparatista seregeket a Köztársaság ellen. Elküldi a sötét jedi Assaj Ventrest, hogy ölje meg Anakin Skywalkert – azzal a céllal, hogy ellenőrizze, hogy mit ér a fiatal jedi gyakorlatban -, valamint kiképzi Grievous tábornokot a fénykarddal való harcra. A sorozat utolsó részében megtámadja Coruscantot és elfogja Palpatine kancellárt.

#### Képregényekben
Dooku megjelent a Star Wars: Republic című sorozatban.

#### Regényekben
Dooku számos regényben megjelent másodlagos, vagy harmadlagos szereplőként.
- Legacy of the Jedi (2003)

Jude Watson Legacy of the Jedi című művében csábította el Dookut az erő sötét oldala, amikor egy másik padavannal, Lorian Noddal elloptak egy holokront a Jedi Archívumból, de lelepleződtek, aminek következtében Lorian Nodot kirúgták a rendből. Évekkel később találkoztak és Dooku megölte Nodot.
- Yoda - Sötét találkozó (2004)

Sean Stewart Yoda - Sötét találkozó című művében Dooku csapdába csalta egykori mesterét, Yodát, azzal, hogy tárgyalásra hívta, melynek a témája a háború lezárása lett volna. Dooku kudarcot vallott és megingott hitében, majdnem visszatért a Jedi Rendbe. A könyvből kiderült, hogy Dooku neheztelt szüleire azért, mert odaadták a rendnek.
- Labyrinth of Evil (2005)

James Luceno Labyrinth of Evil című művében mérnökök átalakítják Grievous tábornokot a szeparatista kiborg parancsnokká, és Dooku megtanítja őt a fénykarddal való harcra.

## Fordítás
- Ez a szócikk részben vagy egészben  a   Count Dooku című angol Wikipédia-szócikk fordításán alapul.  Az eredeti cikk szerkesztőit annak laptörténete sorolja fel. Ez a jelzés csupán a megfogalmazás eredetét és a szerzői jogokat jelzi, nem szolgál a cikkben szereplő információk forrásmegjelöléseként.

## További információ
- Dooku a Wookieepedián